# Trichosalpinx teres
Trichosalpinx teres är en orkidéart som beskrevs av Carlyle August Luer. Trichosalpinx teres ingår i släktet Trichosalpinx och familjen orkidéer. Inga underarter finns listade i Catalogue of Life.